# Secundilactobacillus
Secundilactobacillus — рід молочнокислих бактерій родини Lactobacillaceae. Виділений у 2020 році з роду Lactobacillus. Містить 11 видів, що є частиною нормальної мікрофлори кишки людини.

## Етимологія
Назва походить з лат. secundus — другий або наступний, та роду Lactobacillus; адже Secundilactobacillus, що виникає при вторинному бродінні після виснаження первинних ферментерів гексоз та дисахаридів, яке спричинило діяльність Lactobacillus.

## Види
- Secundilactobacillus collinoides (Carr and Davies 1972)
- Secundilactobacillus kimchicus (Liang et al. 2011)
- Secundilactobacillus malefermentans (Farrow et al. 1989)
- Secundilactobacillus mixtipabuli (Tohno et al. 2015)
- Secundilactobacillus odoratitofui (Chao et al. 2010)
- Secundilactobacillus oryzae (Tohno et al. 2013)
- Secundilactobacillus paracollinoides (Suzuki et al. 2004)
- Secundilactobacillus pentosiphilus (Tohno et al. 2017)
- Secundilactobacillus silagei (Tohno et al. 2013)
- Secundilactobacillus silagincola (Tohno et al. 2017)
- Secundilactobacillus similis (Kitahara et al. 2010)